# كوزلصو (جرجر)
كوزلصو (بالكردية: Cimik‏) (بالتركية: Güzelsu)‏ هي قرية كرديّة تتبع إداريّاً لمديرية جرجر في محافظة أديامان التركية، بلغ عدد سكانها 1,109 نسمة في عام 2021.